# Eskil Erlandsson
Lars Eskil Anders Erlandsson, född 25 januari 1957 i Torpa församling i Småland, är en svensk politiker (centerpartist), som var minister i regeringen Reinfeldt 2006–2014 och riksdagsledamot 1994–2019. Under mandatperioden 2006–2010 var han jordbruksminister, en titel som efter riksdagsvalet 2010 ändrades till landsbygdsminister.
Erlandsson är son till Sven Arne och Inga Gullie Erlandsson. Han kommer från Torpa i Ljungby kommun och bor på fädernegården Stackarp i Torpa där brodern driver jordbruket. Till yrket är han lantmästare med examen från SLU Alnarp. Han bedrev även högskolestudier vid Högskolan i Växjö åren 1989–1992. Åren 1983–1994 var Erlandsson kommunalråd i Ljungby kommun.
Han var mellan 1994 och 2019 invald i riksdagen för Kronobergs läns valkrets. Han var ledamot av miljö- och jordbruksutskottet 1998–2002 och ordförande i försvarsutskottet 2002–2006. Han har även varit suppleant i bostadsutskottet, miljö- och jordbruksutskottet, skatteutskottet, näringsutskottet och EU-nämnden. Under mandatperioden 2002–2006 var han växelvis ordförande och vice ordförande i det sammansatta utrikes- och försvarsutskottet.
Erlandsson lämnade 2019 sin plats i riksdagen på uppmaning av Centerpartiets gruppledare Anders W. Jonsson, efter att det framkommit uppgifter om att han uppträtt på ett sätt som inte är acceptabelt mot flera kvinnliga riksdagsledamöter. Han åtalades senare för tre fall av sexuellt ofredande. Stockholms tingsrätt frikände Erlandsson på samtliga punkter den 11 december 2019. Två av kvinnorna överklagade tingsrättens dom till Svea hovrätt, som den 26 november 2020 frikände Erlandsson.
Erlandsson är sedan 2012 gift med Susanne Adlercreutz, med vilken han har fyra barn.[källa behövs]